# Liste der Naturdenkmale im Landkreis Spree-Neiße
Die Liste der Naturdenkmale im Landkreis Spree-Neiße nennt die Listen der in den Städten und Gemeinden im Landkreis Spree-Neiße in Brandenburg gelegenen Naturdenkmale.
| Ort                          | Liste                                          |
| ---------------------------- | ---------------------------------------------- |
| Briesen                      | [ 1 ]                                          |
| Burg (Spreewald)             | Liste der Naturdenkmale in Burg (Spreewald)    |
| Dissen-Striesow              | [ 1 ]                                          |
| Döbern                       | Liste der Naturdenkmale in Döbern              |
| Drachhausen                  | [ 1 ]                                          |
| Drebkau                      | Liste der Naturdenkmale in Drebkau             |
| Drehnow                      | [ 1 ]                                          |
| Felixsee                     | Liste der Naturdenkmale in Felixsee            |
| Forst                        | Liste der Naturdenkmale in Forst (Lausitz)     |
| Groß Schacksdorf-Simmersdorf | [ 1 ]                                          |
| Guben                        | Liste der Naturdenkmale in Guben               |
| Guhrow                       | Liste der Naturdenkmale in Guhrow              |
| Heinersbrück                 | [ 1 ]                                          |
| Jämlitz-Klein Düben          | Liste der Naturdenkmale in Jämlitz-Klein Düben |
| Jänschwalde                  | [ 1 ]                                          |
| Kolkwitz                     | Liste der Naturdenkmale in Kolkwitz            |
| Neiße-Malxetal               | Liste der Naturdenkmale in Neiße-Malxetal      |
| Neuhausen/Spree              | Liste der Naturdenkmale in Neuhausen/Spree     |
| Peitz                        | Liste der Naturdenkmale in Peitz               |
| Schenkendöbern               | Liste der Naturdenkmale in Schenkendöbern      |
| Schmogrow-Fehrow             | [ 1 ]                                          |
| Spremberg                    | Liste der Naturdenkmale in Spremberg           |
| Tauer                        | Liste der Naturdenkmale in Tauer               |
| Teichland                    | [ 1 ]                                          |
| Tschernitz                   | Liste der Naturdenkmale in Tschernitz          |
| Turnow-Preilack              | Liste der Naturdenkmale in Turnow-Preilack     |
| Welzow                       | [ 1 ]                                          |
| Werben                       | [ 1 ]                                          |
| Wiesengrund                  | [ 1 ]                                          |